# Михаел Пейнкофер
Михаел Пейнкофер (на немски: Michael Peinkofer) е германски журналист, преводач и плодовит писател, автор на бестселъри в жанровете научна фантастика, фентъзи, исторически трилър и приключенски роман. Пише под псевдонима Майкъл Периш (на немски: Michael J. Parrish) и като Марк Ван Ален (на немски: Marc Van Allen) за трилърите си.

## Биография и творчество
Михаел Пейнкофер е роден през 1969 г. в Кемптен, Германия. Още в училище е ентусиазиран за писане и разказване на истории. Обича театъра и киното. След завършване на гимназията през 1988 г. учи немска литература, древна и средновековна история, и комуникации в университета на Мюнхен. Още като студент прави първите си публикации под псевдоним. След дипломирането си с магистърска степен по журналистика работи като автор на свободна практика, журналист и преводач. Заради страстта си към киното пише предимно за филмови списания като „Moviestar“, „TV-Highlights“ und „DVD Special“. През 1990-те години прави и няколко продължителни пътувания из САЩ.
През 1997 г. е издаден първият му фантастичен роман. В периода 2000-2004 г. е сред авторите на съвместната писателска серия „Мадракс – Тъмното бъдеще на Земята“. В нея се развиват различните аспекти на последствията върху борещите се да оцелеят представители на човечеството след падането на Земята на комета в езерото Байкал, довело до световен катаклизъм. Оказва се, че това е космически ковчег на извънземна форма на живот, чиито представители искат да променят земния свят заради собственото си оцеляване. Името на серията е по името на първия основен герой Матю Дракс.
По същото време Пейнкофер пише и другата своя голяма фантастична серия „Торн – Пътникът във времето“, в която е автор на 42 от общо 50 книги.
През 2004 г. излиза първият му бестселър „Die Bruderschaft der Runen“ (Братството на руните). След него, паралелно с фантастичните си творби, Пейнкофер се насочва и към приключенските и исторически романи.
Към писателската си дейност, заедно с партньорите си, управлява дружеството „Dreamagix Studios Leising и Peinkofer GbR“ в Кемптен, с насоченост за разработване и производство на медийни продукти.
Михаел Пейнкофер живее със семейството си в Кемптен. Обича да готви ястия от тайландската кухня, да ходи на ски и на туризъм.

## Произведения

### Като Майкъл Периш

#### Самостоятелни романи
- Das große Star Trek-Buch (1997)
- Die Bruderschaft der Runen (2004)
- Auf der Jagd nach dem grünen Smaragd (2006)
- Die Erben der Schwarzen Flagge (2006)
- Die indische Verschwörung (2006)
- Der Schatten von Toth (2007)
- Der Pirat von Barataria (2007)
- Die Flamme von Pharos (2008)
- Am Ufer des Styx (2009)
- Das Licht von Shambala (2010)
- Das Buch von Ascalon Rezension (2011)
- Das verschollene Reich (2012)

#### Участие в общи серии с други писатели

##### Серия „Мадракс – Тъмното бъдеще на Земята“ (Maddrax – Die dunkle Zukunft der Erde)
поредицата „Мадракс“ има общо 15 цикъла с над 350 тома от различни автори, като Томас Цибула (67 книги), Роналд Хан (35 книги), Бернд Френц (37 книги) и др.

###### Според първото издание
6. Сред белия ад, In der weißen Hölle (2000)
9. Змията в рая, Die Schlange im Paradies (2000)
14. Der Tod über Paris (2000)
20. Zug der Verlorenen (2000)
30. Die zweite Realität (2001)
36. Die Söhne des Himmels (2001)
63. Das Rätsel der Insel (2002)
72. Auf Leben und Tod (2002)
84. Stoßtrupp ins Niemandsland (2003)
96. Der schwimmende Moloch (2003)
102. Der irische Tod (2003)
107. Pariser Albträume (2004)
125. U.S.S. Hope (2004)

###### Според второто издание с твърди корици
6. Die Hüter der Quelle (2004)
9. Die schwimmende Festung (2005)

##### Серия „Торн – Пътникът във времето“ (Torn – Wanderer der Zeit)
в серията участват частично Роджър Клемънт (Мартин Баркавиц), Аш Хайъмс (Йенс Алтман), Стив Соломон (Петер Таниш).

###### през 2001
- Verflucht für alle Ewigkeit
- Das Jüngste Gericht
- Tag der Abrechnung
- Am Rande der Zeit
- Wenn der Totengott erwacht
- Dämonen des Krieges
- Der dunkle Schlund
- Der Stachel des Skorpions
- Morgos Rache
- Die Nacht des Jägers
- Die Höllenmaschine
- Torcator der Folterer
- Der Gott des Dschungels
- Sand des Todes
- Die Eishöhle
- Saat des Grauens
- Der Kerker von Krigan
- Der Befreier
- Kampf um das Dämonichron

###### през 2002
- Herbst des Schreckens
- Das Netz der Dimensoren
- Arena der Todgeweihten
- Schwingen des Todes
- In den Kanälen von Paris
- Die Affenwelt
- Heer der Finsternis
- Die Spur des Wolfs
- Der Inquisitor
- Zirkus des Grauens
- Die Schlacht in den Sümpfen
- Die Stunde der Rache
- Die Klinge des Wanderers
- Planet der Vergessenen
- Am Fluss des Todes
- Der Vampyr von London
- Im Strudel der Zeit
- Die Sklaven von Kalderon
- In der Gewalt Mathrigos
- Bibliothek des Schreckens
- Der Höllenzug

###### 2003
- Waffenbrüder
- Abrechnung im Cho´gra
- Allein

#### Серия „Орките“ (Orc Trilogie)
1. Die Rückkehr der Orks (2006)
2. Der Schwur der Orks (2007)
3. Das Gesetz der Orks (2008)
4. Die Herrschaft der Orks (2013)

#### Серия „Магьосника“ (Die Zauberer)
1. Die Zauberer (2009)
2. Die erste Schlacht (2010)
3. Das dunkle Feuer (2010)

1. Die Zauberer (2009)
2. Die erste Schlacht (2010)
3. Das dunkle Feuer (2010)

#### Серия „Сара Кинкейд“ (Sarah Kincaid)
1. Der Schatten von Toth (2007)
2. Die Flamme von Pharos (2008)
3. Am Ufer des Styx (2009)
4. Das Licht von Shambala (2010)

#### Серия „Земя на митове“ (Land der Mythen)
1. Unter dem Erlmond (2007)
2. Die Flamme der Sylfen (2008)

#### Серия „Х-група“ (Team X-treme)
1. Alles oder nichts (2009)
2. Die Bestie aus der Tiefe (2009)
3. Prjekt Tantalus (2010)
4. Das Borodin-Gambit (2010)
5. Sumpf des Schreckens (2010)
6. Der Alphakreis (2011)

#### Серия „Пирати!“ (Piratten!)
1. Unter schwarzer Flagge (2011)
2. Gefangen auf Rattuga (2011)
3. Das Geheimnis der Schatzkarte (2011)
4. Der Schrecken der Sümpfe (2011)
5. Die Schatzinsel (2011)

### Като Марк Ван Ален

#### Серия „Невидим“ (Invisibilis)
1. Invisibilis (2007)
2. Venatum (2008)
3. Caligo (2010)